# Motörhead (album)
A Motörhead album a brit Motörhead zenekar első nagylemeze, amely 1977-ben jelent meg.

## Története
Két év egy helyben toporgás után a Motörhead úgy döntött, hogy 1977. április 1-jén búcsúkoncertet ad a londoni Marquee klubban. Megkérték Ted Carrollt a Chiswick Recordstól, hogy az utókor számára rögzítse a fellépést. Carroll azonban azzal az ötlettel állt elő, hogy két napra stúdiót bérel a Motörhead számára és vegyenek fel egy kislemezt.
A zenekar úgy látta, nincs értelme két dallal vacakolni ezért 48 óra alatt tizenegy szám alapjait rögzítették és ezt adták Ted Carroll kezébe, akinek annyira bejött az anyag, hogy rábólintott, legyen egy teljes album. Végül 13 dalt vettek fel az Escape stúdióban és ebből nyolc került fel a debütáló Motörhead albumra. Nagyrészt az akkor még kiadatlan On Parole lemezre írt dalokat rögzítették újból, plusz néhány újabb szerzeményt és pár feldolgozást.
Az On Parole album dalai közül egyedül a "Fools" és a "Leaving Here" nem került ismét felvételre. Az újonnan írt számok közül a "Keep Us on the Road" és a "White Line Fever" szerepel a korongon (ez utóbbi kislemezen is megjelent az év elején egy másik kiadónál). Az albumot a "Train Kept A-Rollin' " feldolgozás zárja, amely eredetileg egy blues szerzemény 1951-ből és számtalan előadó feldolgozta már a Yardbirdstől kezdve az Aerosmith-ig. Az albumról lemaradt dalok közül a "City Kids" a felvezető kislemez B-oldalán jelent meg júniusban, a többi négy dal viszont 1980-ban látott először napvilágot a The Beer Drinkers mini-albumon.
A mérsékelt fogadtatásban részesült 1977-es bemutatkozó album borítóján szerepelt első ízben a Motörhead jelképének számító, vicsorgó, agyaras koponya, Snaggletooth (magyarul: Csorbafog). A borítógrafikát Joe Petagno készítette, aki a későbbi Motörhead albumokon számtalan formában festette meg a figurát.

## Az album dalai

### Eredeti kiadás
Első oldal
1. "Motorhead" (Ian 'Lemmy' Kilmister) – 3:13
2. "Vibrator" (Larry Wallis, Des Brown) – 3:39
3. "Lost Johnny" (Kilmister, Mick Farren) – 4:15
4. "Iron Horse/Born to Lose" (Phil 'Philthy Animal' Taylor, Mick Brown, Guy 'Tramp' Lawrence) – 5:21

Második oldal
1. "White Line Fever" ('Fast' Eddie Clarke, Kilmister, Taylor) – 2:38
2. "Keep Us on the Road" (Clarke, Kilmister, Taylor, Farren) – 5:57
3. "The Watcher" (Kilmister) – 4:30
4. "Train Kept A-Rollin' " (Tiny Bradshaw, Howard Kay, Lois Mann) – 3:19

### Bónusz felvételek a 2001-es újrakiadáson
1. "City Kids" (Wallis, Duncan Sanderson) – 3:24
2. "Beer Drinkers and Hell Raisers" (ZZ Top - Billy Gibbons, Dusty Hill, Frank Beard) – 3:27
3. "On Parole" (Wallis) – 5:57
4. "Instro" (Clarke, Kilmister, Taylor) – 2:27
5. "I'm Your Witchdoctor" (John Mayall) – 2:58

### További bónusz felvételek a 40 éves jubileumi kiadáson
1. "Lost Johnny" (mix 2) – 4:17
2. "City Kids" (mix 1) – 3:23
3. "I'm Your Witchdoctor" (alternative mix) – 2:58
4. "The Watcher" (mix 3) – 4:32
5. "White Line Fever" (mix 7) – 2:35
6. "Keep Us on the Road" (mix 1) – 6:05
7. "Motorhead" (alternative vocal & guitar solo) – 3:12

## Közreműködők
- Ian 'Lemmy' Kilmister – basszusgitár, ének
- 'Fast' Eddie Clark – gitár, ének
- Phil 'Philthy Animal' Taylor – dobok